# 特羅布里奇 (加利福尼亞州)
特羅布里奇（英語：Trowbridge）是位於美國加利福尼亞州薩特縣的一個人口普查指定地區。

## 地理
特羅布里奇的座標為38°55′35″N 121°30′53″W / 38.92639°N 121.51472°W，而該地最高點為海拔高度16米（即52英尺）。

## 人口
根據2010年美國人口普查的數據，特羅布里奇的面積為17.474平方千米，均為陸地。當地共有人口226人，而人口密度為每平方千米12人。